# Gare de Dives - Cabourg
Ne doit pas être confondu avec Gare de Dives-sur-Mer-Port-Guillaume.
La gare de Dives - Cabourg est une gare ferroviaire française de la ligne de Mézidon à Trouville-Deauville, située sur le territoire de la commune de Dives-sur-Mer, à proximité de Cabourg, dans le département du Calvados, en région Normandie.
C'est une gare de la Société nationale des chemins de fer français (SNCF), desservie par des trains TER Normandie.

## Situation ferroviaire
Établie à 5 mètres d'altitude, la gare de Dives - Cabourg est située au point kilométrique (PK) 27,727 de la ligne de Mézidon à Trouville-Deauville. Depuis le déclassement de la ligne, vers les gares de Dozulé - Putot et Mézidon, elle est devenue une gare terminus de la section de Dives - Cabourg à Trouville-Deauville.

## Histoire
Le 15 juin 1879, une ligne est ouverte par la Compagnie du Chemin de Fer de Mézidon à Dives entre la gare de Mézidon et Dives. Le 18 septembre 1882, la ligne est prolongée jusqu'à la gare de Houlgate. Elle est finalement reliée en juillet 1884 à la ligne de Trouville-Deauville à Villers-sur-Mer. 

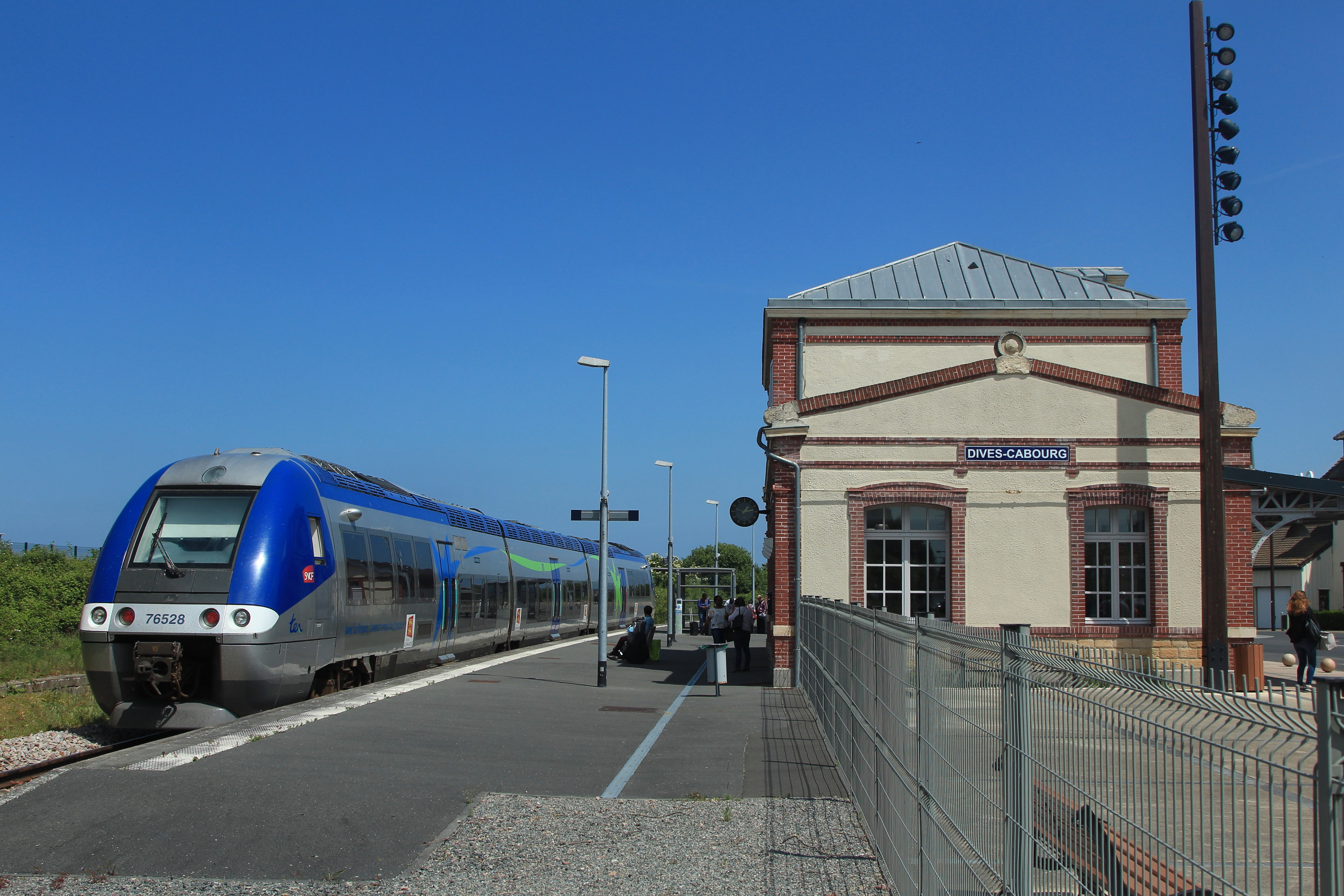
Train TER de type X 76500 à quai et le bâtiment voyageurs rénové.

Entre 1892 et 1932, la gare a également été reliée à la Gare de Caen-Saint-Pierre par les Decauville à voie étroite (0,60 m) exploitée par les Chemins de fer du Calvados.
La section Dives-Mézidon est fermée depuis 1938 au trafic voyageur et depuis 1969 au trafic de marchandises. Cette voie permettait une correspondance de et vers Caen et la Bretagne, elle a été déposée.
La gare fut desservie, pendant des décennies, par des trains directs pour Paris-St-Lazare en saison, et jusqu'à l'été 1996 par les prestigieux turbotrains RTG (comportant première et deuxième classe, bar et restauration à la place) chaque fin de semaine et tous les jours en été. Ce service fut brutalement supprimé et l'avenir de la ligne sujet à inquiétude. Grâce à l'appui de la Région Basse-Normandie, l'exploitation fut sauvée mais avec perte des trains directs Paris-Cabourg. Devenue une sorte de ligne de tramway du littoral, elle est desservie toute l'année (avec renfort en période d'été) par des autorails thermiques à classe unique TER Basse-Normandie et depuis 2017 de TER Normandie. 
La gare rénovée est inaugurée le 23 juin 2010. Le bâtiment voyageurs retrouve sa configuration et son aspect d'origine avec la suppression des ailes.

## Fréquentation
De 2015 à 2023, selon les estimations de la SNCF, la fréquentation annuelle de la gare s'élève aux nombres indiqués dans le tableau ci-dessous.
| Année     | 2015   | 2016   | 2017   | 2018   | 2019   | 2020   | 2021   | 2022   | 2023   |
| --------- | ------ | ------ | ------ | ------ | ------ | ------ | ------ | ------ | ------ |
| Voyageurs | 26 357 | 24 560 | 26 720 | 20 593 | 27 525 | 14 684 | 20 250 | 26 502 | 24 930 |

## Service des voyageurs

### Accueil
Gare SNCF, elle dispose d'un bâtiment voyageurs, avec guichet, ouvert tous les jours.

### Desserte
Dives - Cabourg est desservie par les trains TER Normandie qui effectuent des missions entre cette gare et celle de Trouville - Deauville.

### Intermodalité
Un parc pour les vélos et un parking pour les véhicules sont aménagés.
L'arrêt "Dives sur mer Gare SNCF" est desservie par les lignes 111 (reliant Caen et Le Havre) et 124 (reliant Lisieux et Dives-sur-Mer) du réseau Nomad (ex Bus Verts du Calvados).

## Galerie de photographies

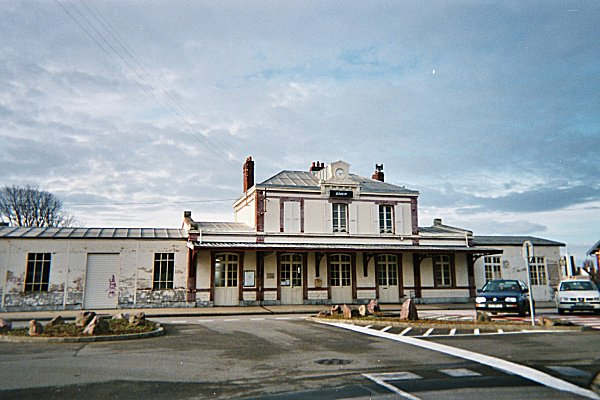
La gare avant sa rénovation de 2010.
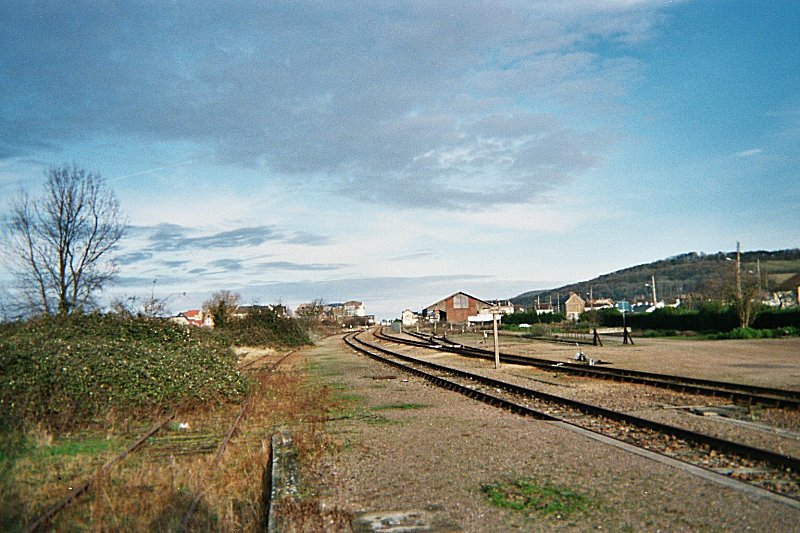
Les voies à l'entrée de la gare de Dives - Cabourg en 2002.
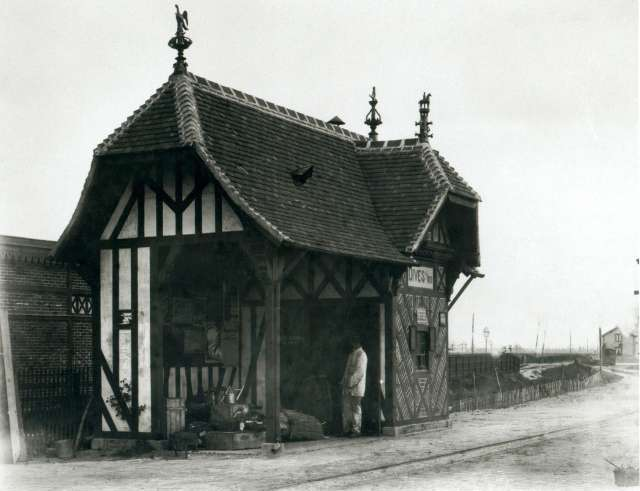
Gare de Dives en 1900 (Chemins de fer du Calvados).